# Greg Germann
Greg Germann, właśc. Gregory Andrew Germann (ur. 26 lutego 1958 w Houston) – amerykański aktor telewizyjny, filmowy i teatralny. Występował w roli Richarda Fisha w serialu FOX Ally McBeal (1997–2002), za którą w 1999 otrzymał Screen Actors Guild. Wystąpił także jako Eric „Rico” Morrow w sitcomie Ned i Stacey (1995–1996), asystent prokuratora okręgowego Derek Strauss w pięciu odcinkach serialu NBC Prawo i porządek: sekcja specjalna (2013–2017) i Hades w piątym sezonie serialu ABC Dawno, dawno temu (2016).

## Życiorys
Urodził się w Houston, w stanie Teksas. Rodzina przeprowadziła się do Lookout Mountain poza Golden w Kolorado. Jego matka, Marlene Marian (z domu Faulkner), była gospodynią domową, a jego ojciec, Edward A. Germann, był dramaturgiem i profesorem. Mieszkając w Kolorado, Germann wyraził zainteresowanie aktorstwem. W latach gimnazjum i liceum grał w przedstawieniach, zanim przeniósł się do Nowego Jorku w 1982.

## Filmografia

### Filmy
- 1990: Powrót laleczki Chucky jako Mattson
- 1991: Jedna runda jako Jim Redstone
- 1993: Poślubiłem morderczynię jako Concierge
- 1994: Stan zagrożenia jako Petey
- 1994: Narzeczona dla geniusza jako Billy Riley, reporter „The Times”
- 2001: Słodki listopad jako Vince Holland
- 2001: Spadaj na ziemię jako Winston Sklar
- 2006: Przyjaciele z kasą jako Matt
- 2006: Ricky Bobby – Demon prędkości jako Larry Dennit, Jr.
- 2008: Kwarantanna jako Lawrence
- 2008: Piorun jako agent (głos)
- 2012: Mocne uderzenie jako dyrektor Duke Becher

### Seriale TV
- 1989: Policjanci z Miami jako Johnny Raymond
- 1990: Sprawiedliwi jako Merkle
- 1993: Prawnicy z Miasta Aniołów jako Larry Greenhut
- 1995–1996: Ned i Stacey jako Eric „Rico” Morrow
- 1997–2002: Ally McBeal jako Richard Fish
- 1999: Va banque jako gość
- 2004: Listen Up! jako Paul
- 2006: Gotowe na wszystko jako Jim Halverson
- 2006: Eureka jako profesor Warren King
- 2007: W nagłym wypadku jako Sherman Yablonsky
- 2009: Spectacular jako pan Romano
- 2009: CSI: Kryminalne zagadki Las Vegas jako George
- 2009: Detoks jako Ron Sayres
- 2009: CSI: Kryminalne zagadki Nowego Jorku jako Victor Benton
- 2010–2013: Dorastająca nadzieja jako Dale
- 2011: Hawaii Five-0 jako Robert Rovin
- 2011: Fineasz i Ferb – głos
- 2012: Kłamstwa na sprzedaż jako Greg Norbert
- 2012: Partnerzy jako Phil Kronish
- 2012: Jej Szerokość Afrodyta jako sędzia Zahn
- 2013: Agenci NCIS jako zastępca dyrektora NCIS Jerome Craig
- 2013–2017: Prawo i porządek: sekcja specjalna jako asystent prokuratora okręgowego Derek Strauss
- 2014: Zaprzysiężeni jako dr Michael Raskins
- 2014: Sposób na morderstwo jako Jared Keegan
- 2015: Był sobie chłopiec jako Johnny Idalis
- 2015: Pojedynek na życie jako William Conti
- 2015–2016: Limitless jako ADIC Grady Johnson
- 2016: Dawno, dawno temu jako Hades
- 2017: Brooklyn 9-9 jako Gary Lurmax
- 2017: Przyjaciele z uniwerku jako John
- 2017-: Chirurdzy jako dr Thomas „Tom” Koracick
- 2018: One Dollar jako Wilson Furlbee
- 2020: Pohamuj entuzjazm jako dr Andrew „Rusty” Holzer